# Franjevačka crkva i samostan sv. Petra i Pavla u Tuzli
Franjevačka crkva i samostan sv. Petra i Pavla u Tuzli su katolička crkva i samostan franjevaca koji predstavljaju arhitektonski kompleks u Franjevačkoj 26, Tuzla, pokraj obale rijeke Jale.

## Povijest
Poslije progona koji su uslijedili nakon Bečkog rata, brojni su vjernici, redovnici i svećenici iselili u novooslobođene hrvatske krajeve preko Save, dok su preostali prešli na islam i pravoslavlje, pa su brojne katoličke župe opustjele i ugašene. Uz rat su harale glad i kuga.  Franjevci su 1688. napustili gradovrški samostan i otišli u Bač. Početkom 18. st. bila je jedina župa u cijeloj sjeveroistočnoj Bosni. Samostan nije obnovljen. Poboljšanjem prilika franjevci su u Tuzli u 18. stoljeću kupili komad zemljišta s kućom te iznova započeli s pastoralnim radom među onim katoličkim stanovništvom koje je preostalo. Župnik je boravio po okolnim mjestima Lipniku i Husinu zbog sigurnosnih razloga. Tuzla postaje sjedište župe 1852. godine, a i nakon toga bogoslužje se vršilo na otvorenom kraj kapelice.  Pretkraj osmanske vladavine u Tuzli franjevci su osnovali pučku školu, koju su sami vodili. Školsku su zgradu podigli 1869. godine.
Nakon što je fra Augustin Slišković je 1869. godine od Hakib-paše isposlovao dopuštenje za gradnju crkve od čvrstoga materijala, sagrađena je od 1871. do 1872. godine crkva, ali samostan nije obnovljen. Nakon dva desetljeća, zbog ruševnosti i većih potreba preselilo se u novu neogotičku crkvu koja je sagrađena 1893. godine, a 1899. sagrađen je uz nju i samostan. Komunisti poslije Drugog svjetskog rata oduzeli su dio samostanskih prostorija. Zbog slijeganja terena saniralo se crkvenu zgradu nekoliko puta, naposljetku je bilo izvjesno da se mora sagraditi novu zgradu. Franjevci su zbog bogate povijesne tradicije inicirali oživljavanje negdašnjeg samostana, što se ostvarilo 1964. godine.
Pokušalo se isposlovati od općinskih vlasti dopuštenje za izgradnju nove crkve, no one su s dopuštenjem otezale više godina. Naposljetku je izgradnja nove crkve u Tuzli započela 1983. godine. S crkvom arhitektonski kompleks čini novoizgrađeni samostan (1984. – 1986.). Godine 1986. franjevci su preselili u novi samostan i nakon preseljenja prestala je stara zgrada biti vlasništvo franjevaca. Stara je zgrada porušena 1987. godine.

## Umjetničke osobitosti
Crkvu i samostan projektirao je arhitekt Zlatko Ugljen. Obje su zgrade jedno moderno i lijepo zdanje.
U crkvi su tri zvona nabavljena 1927. godine. Orgulje imaju 17 registara, a izgradio ih je graditelj Jenko 1961. god.
S unutarnjim uređenjem crkve počelo se 1989. godine. Postaje križnog puta izradio je hrvatski Ivan Lacković-Croata. Postavljene su i blagoslovljene početkom korizme 1990. godine. Hrvatski slikar Vasilije Jordan naslikao je 1990. godine veliku oltarnu sliku koja je posvećena zaštitniku župe sv. Petru apostolu.
U samostanskoj je zgradi više od dvadeset umjetničkih djela većinom novijeg nastanka. Među njima ističe se slika u tehnici ulja na platnu, djelo Ive Dulčića Posljednja večera, jedno od njegovih posljednjih djela. Osim njega od suvremenih umjetnika djela su ovdje ostavili Z. Grgić, Slavko Šohaj, Nada Pivac, Đuro Seder, Ljubo Lah i drugi. Starija djela su iz 18. stoljeća poput djela talijanskih majstora Madona sa Sv. Benediktom i Sv. Agnezom i djelo nepoznatog autora Uznesenje Marijino.
U sklopu samostana je Galerija Kristian Kreković.

## Područne crkve
Podružne crkve ove župe su sagrađene u Križanima 1971. godine, a zvonik je dograđen 1990. godine. U Tetimi i Donjoj Grabovici 1988. do 1990. sagrađene su područne crkve. Postaje križnog puta za crkvu u Tetimi izradio je slikar Slavko Babić iz Tuzle, te slike Sv. Ante i Majke Božje. U župi je osam kapelica.
Župi sv. Petra i Pavla u Tuzli pripadaju naselja: Tuzla, Bukinje, Divkovići, Donja i Gornja Grabovica (područna crkva), Kolovrat, Kosci, Križani (područna crkva) Orašje, Simin-Han, Slavinovići, Svojtina, Šićki Brod, Tetima (područna crkva) i Solina.
Član Koordinacije hrvatskih i katoličkih udruga s područja Tuzlanske županije.

## Vanjske poveznice
- Vlada FBiH Odluka Vlade Federacije BiH o usvajanju programa raspodjele sredstava za očuvanje, konzerviranje i obnavljanje kulturno-povijesne baštine i očuvanje, zaštitu i obnavljanje prirodnog naslijeđa, ostvarenih od članarina u turističkim zajednicama i boravišnim pristojbama za razdoblje 01.01. – 31.12.2008.